# Stuterhof
Stuterhof ist ein Stadtteil der Hansestadt Demmin. Stuterhof liegt am linken Ufer der Peene und ist von Demmin aus über die Kahldenbrücke zu erreichen. Durch den Ortsteil verläuft die Bundesstraße 110.

## Geschichte
Bereits im 13. Jahrhundert gehörte das Gebiet des heutigen Stadtteils der Stadt Demmin. Im Unterschied zur Stadt, in der Lübisches Recht galt, wurde hier 1284 nach Schweriner Recht gerichtet. Hier lag der Poggenkrug, ein Gasthof der seit 1304 durch die Predigermönche des Stralsunder Katharinenklosters betrieben wurde. 1322 befand sich hier ein St.-Georgs-Hospital mit einer St.-Jürgen-Kapelle. Für ein Kreuz, dem wundertätige Eigenschaften zugesprochen wurden, erfolgte 1325 oder 1326 unmittelbar neben der St.-Jürgen-Kapelle die Errichtung einer Heilig-Kreuz-Kapelle, die als Wallfahrtsort diente. 
Zur Sicherung des wichtigen Handelsweges ließen die Demminer hier  befestigte Gebäude errichten, die bis zum Dreißigjährigen Krieg bestanden. Dazu gehörten die nur im 14. Jahrhundert erwähnte Bullenburg (Bullenborch) und die auch als Rondell bezeichnete Heilig-Kreuz-Burg. Bei letzterer befand sich ein Karpfenteich, der noch bis ins 19. Jahrhundert vorhandene Poggenpuhl, dessen Befischung 1589 erwähnt wurde. 
Seinen Namen erhielt der Ortsteil nach der Reformation im 16. Jahrhundert als die Stadt Demmin hier auf dem Poggenkrug einen Stotenhof, ein Gestüt einrichtete. Die Pferdezucht Demmins war innerhalb Pommerns berühmt. Der Herzog Ernst Ludwig verlangte mehrfach Pferde, die er kaufte, sich schenken ließ oder auslieh. Die Bedeutung der Pferdezucht sank während des Dreißigjährigen Krieges, der Besetzung Pommerns durch die Schweden und den nachfolgenden Kriegen im 17. und 18. Jahrhundert erheblich. 
Der Stadtteil verblieb 1720 bei Schwedisch-Pommern und existierte, nachdem dieses als Neuvorpommern 1815 zu Preußen gekommen war, bis 1874 als selbständiges Dorf Stutterhof oder Stuterhof. Erst durch ein Gesetz wurde Stuterhof wieder der Stadt Demmin zugeordnet. 
Ab 1815 entstanden im Stadtteil wieder Häuser Demminer Bürger. Am westlichen Ende siedelte sich um 1840 die Friedrich Schünemannsche Eisengießerei an, die spätere „Friedrichshütte“, die neben Maschinenteilen auch Glocken herstellte. 
Heute bestehen im Stadtteil neben den Wohngebieten mehrere Handels- und Gewerbebetriebe.